# Кіблицька волость
Кіблицька волость — історична адміністративно-територіальна одиниця Гайсинського повіту Подільської губернії з центром у містечку Кіблич.
Станом на 1885 рік складалася з 13 поселень, 12 сільських громад. Населення — 11363 осіб (5598 чоловічої статі та 5765 — жіночої), 1410 дворових господарства.
|                     | Площа, десятин | У тому числі орної, дес. |
| ------------------- | -------------- | ------------------------ |
| Сільських громад    | 7643           | 6561                     |
| Приватної власності | 7854           | 5041                     |
| Казенної власності  | 25             | —                        |
| Іншої власності     | 477            | 321                      |
| Загалом             | 15999          | 11923                    |

Основні поселення волості:
- Кіблич — колишнє власницьке містечко при річці Кіблич за 15 верст від повітового міста, 1398 осіб, 193 дворових господарства, православна церква, 3 єврейських молитовних будинки, 5 постоялих дворів, 5 постоялих будинків, пивоварний завод, 2 водяних млини, базари через 2 тижні. За 6 верст — Гранівський чоловічий монастир із 3 православними церквами та водяним млином.
- Важне — колишнє власницьке село при річці Кіблич, 508 осіб, 83 дворових господарства, постоялий будинок, водяний млин, винокурний завод.
- Грузьке (Миколаєве) — колишнє власницьке село при річці Діденкова, 1635 осіб, 230 дворових господарств, православна церква, постоялий будинок.
- Карабелівка — колишнє власницьке село при річці Кіблич, 665 осіб, 96 дворових господарств, православна церква, постоялий будинок, водяний млин.
- Марківка — колишнє власницьке село при річці Кіблич, 760 осіб, 127 дворових господарств, православна церква, постоялий будинок, 2 водяних млини.
- Митків — колишнє власницьке село, 997 осіб, 138 дворових господарств, православна церква, постоялий будинок.
- Огіївка — колишнє власницьке село при річці Кіблич, 500 осіб, 77 дворових господарств, православна церква, постоялий будинок, водяний млин.
- Рахнівка — колишнє власницьке село при річці Сороцька, 930 осіб, 116 дворових господарств, православна церква, постоялий будинок, водяний млин.
- Степанівка — колишнє власницьке село при річці Кіблич, 873 особи, 125 дворових господарств, православна церква, постоялий будинок.
- Тополівка — колишнє власницьке село при річці Кіблич, 528 осіб, 91 дворове господарство, православна церква, постоялий будинок.
- Тишківка — колишнє власницьке село, 754 особи, 88 дворових господарств, православна церква, постоялий будинок, водяний млин.